# Zana (attrice pornografica)
Zana (Chicago, 6 marzo 1974) è un'ex attrice pornografica statunitense.

## Awards
- 2002 AVN Award nominee – Best New Starlet[2]
- 2002 AVN Award nominee – Best Supporting Actress, Video – XXX Training[2]
- 2003 AVN Award nominee – Best All-Girl Sex Scene, Video – Babes In Pornland: Busty Babes[3]
- 2003 AVN Award nominee – Best Anal Sex Scene, Video – Hot Bods & Tail Pipe 21[3]